# Paolo Palma
Paolo Palma (Cosenza, 30 maggio 1952) è uno storico, giornalista e politico italiano, deputato al Parlamento nella XIII legislatura e capo della segreteria politica del Partito Popolare Italiano con il segretario Gerardo Bianco. È presidente dell'Istituto Calabrese per la Storia dell'Antifascismo e dell'Italia Contemporanea (ICSAIC). È fondatore e presidente della Associazione G. Dossetti "Per una nuova etica pubblica", che opera a Cosenza dalla primavera del 2013.
```
Biografia
```

Formatosi nell'Azione cattolica e nei movimenti della sinistra cattolica a Cosenza, è stato allievo di Renzo De Felice e Rosario Romeo all'Università di Roma La Sapienza, dove si è laureato con il massimo dei voti e la lode discutendo una tesi sulla politica dell'ordine pubblico agli albori dell'età giolittiana. Ha conseguito l'abilitazione all'insegnamento della storia e della filosofia nel licei e iniziato l'attività giornalistica al Giornale di Calabria. Ha collaborato al quotidiano della Democrazia Cristiana Il Popolo e al settimanale L’Europeo. È stato capo dell'ufficio stampa del Ministero dell'Interno con i ministri Nicola Mancino e Carlo Azeglio Ciampi dal 1992 al 1994.
Nel 1996 è stato eletto alla Camera dei Deputati per la coalizione dell'Ulivo nel collegio uninominale di Cosenza con 31.902 voti (49,11%). Ha fatto parte delle commissioni Lavoro, Attività Produttive e Affari Costituzionali e della commissione bicamerale per l'attuazione della riforma amministrativa presieduta da Vincenzo Cerulli Irelli. È stato relatore delle riforma delle carriere diplomatica e prefettizia e della riforma delle forze di polizia, nonché della prima proposta di legge in materia di discriminazione dell'orientamento sessuale. Coordinatore provinciale del Partito Popolare Italiano a Cosenza e responsabile nazionale istituzioni e sicurezza del Partito Popolare Italiano (2000-2001). 
Candidato dell'Ulivo alla Camera nel collegio di Cosenza, nel 2001, non è stato rieletto.
In occasione delle primarie del centrosinistra dell'ottobre 2006 ha fondato, a Roma, il Comitato Prodi Per una nuova etica pubblica.
L'11 luglio 2011 ha fatto parte, presso la Corte di Cassazione, del Comitato promotore dei referendum elettorali per l'abrogazione della legge Calderoli (cosiddetta porcellum) ed il ripristino della precedente legge Mattarella. Ha aderito fin dalla fondazione (9 marzo 2015) al Coordinamento per la Democrazia Costituzionale (CDC), del cui Direttivo nazionale fa parte; è stato fra i fondatori del CDC della provincia di Cosenza svolgendo un'intensa campagna referendaria contro la riforma costituzionale Renzi-Boschi, respinta nel referendum del 4 dicembre 2016.
A maggio 2013 è stato tra i promotori, a Cosenza, della Associazione Giuseppe Dossetti - "Per una nuova etica pubblica" di cui è stato eletto presidente. Con l'Associazione Dossetti ha lanciato una vasta campagna di sensibilizzazione dell'opinione pubblica sul degrado sociale e strutturale del centro storico di Cosenza, con una grande manifestazione cittadina nell'antico mercato della Renella, il 15 settembre 2015, intitolata "Prima che tutto crolli. Serata di idee, poesia e musica per Cosenza Vecchia", con la partecipazione, tra gli altri, del cantautore calabrese Brunori Sas. Ha quindi promosso la pubblicazione, sempre con l'Associazione Dossetti, del Libro bianco su Cosenza Vecchia. Per un centro storico non più periferia, Falco Editore, 2016. Con queste e altre iniziative la Dossetti ha dato il via ad un vasto movimento di opinione a favore della rivitalizzazione di Cosenza Vecchia, che ha visto la nascita di nuove associazioni di cittadini e il riconoscimento dell'impegno collettivo con l'inserimento di Cosenza nel piano Mibact per il recupero di quattro centri storici meridionali (anche Napoli, Taranto e Palermo), con un finanziamento di 90 milioni di euro.
Portavoce fin dalla fondazione (marzo 2016) e fino a febbraio 2020 di "Prima che tutto crolli - Associazioni insieme per i centri storici", un gruppo di associazioni cosentine (Calabriattiva, Cosenza Storica Attiva, G. Dossetti "Per una nuova etica pubblica", Pensiero Laico, Rinascimento Meridionale) che hanno elaborato una proposta di legge regionale d'iniziativa popolare per la rinascita dei centri storici calabresi, sottoscritta da oltre cinquanta Consigli comunali della Calabria.
Come storico si è occupato prevalentemente dell'antifascismo italiano, con particolare riferimento alla figura di Randolfo Pacciardi. È stato tra i promotori del convegno di studi “Randolfo Pacciardi dalla politica alla storia. Un primo bilancio critico” (Università di Roma La Sapienza, 24/25 febbraio 2016), organizzato dall'Associazione ex Parlamentari della Repubblica e dalla sezione romana della Associazione Mazziniana Italiana, di cui è socio. In questa sede ha svolto la relazione: “Dai campi di battaglia della I Guerra Mondiale alla lotta antifascista. L’Italia Libera e la Centrale di Lugano”. Nel 2018 ha partecipato alla stesura del volume collettaneo (ristampa anastatica) Eccellenza distruggete Diapason! Un giornale studentesco nella stagione ribelle, firmando il saggio storico introduttivo Un giornale studentesco cattolico tra post-Concilio e '68. Quale presidente dell'ICSAIC ha promosso il convegno nazionale di studi storici Alla scuola di don Sturzo: il popolarismo nel Mezzogiorno. A cento anni dall'Appello ai Liberi e Forti, svoltosi all'Università della Calabria il 13 novembre 2019; il 24 e 25 novembre 2021, in Unical-Biblioteca Tarantelli, il convegno nazionale Il Pci dalle origini al "partito nuovo" in Calabria e nel Mezzogiorno e a novembre 2024, sempre in Unical, un convegno storico per gli 80 anni del congresso di Cosenza del Partito d'Azione (agosto 1944) intitolato Il Partito d'Azione nell'Italia liberata. Dal congresso di Cosenza allo scioglimento (1944-1947).
Con il nickname "Tommaso Berra" è stato uno degli animatori del forum Scerbanenco Scrive, fondato da Tancredi De Caro, interamente dedicato al grande scrittore italiano del ‘900. Fa parte, fin dalla prima edizione del 2015, della giuria tecnica del premio letterario Corrado Alvaro-Libero Bigiaretti organizzato dal comune di Vallerano, in provincia di Viterbo.

## Opere
Paolo Palma è autore delle seguenti opere e saggi:
Gli antifascisti italiani in America (1942-1944). La “Legione” nel carteggio di Pacciardi con Borgese, Salvemini, Sforza e Sturzo (con Alessandra Baldini), (prefazione di Renzo De Felice, testimonianza di Randolfo Pacciardi), Le Monnier, 1990.
Nuovi documenti sulla “Mazzini Society”: i rapporti con i comunisti nell'antifascismo Usa (con Alessandra Baldini), in Nuova Antologia, diretta da Giovanni Spadolini, gennaio-marzo 1990.
Doppio gioco all'ombra dell'Ulivo. La mia campagna elettorale con Achille Occhetto in una città del trasformismo, (prefazione di Pierluigi Castagnetti), Editori Riuniti, 2001.
Una bomba per il duce. La centrale antifascista di Pacciardi a Lugano (1927-1933), (prefazione di Renato Moro), Rubbettino, 2003.
Il telefonista che spiava il Quirinale. 25 luglio 1943, Rubbettino, 2006.
Randolfo Pacciardi. Profilo politico dell'ultimo mazziniano, Rubbettino, 2012.
Randolfo Pacciardi protagonista del Novecento (con G. Fini, O.L. Scalfaro, F. Angioni, A. de Martini, G. Rebuffa), Camera dei Deputati, 2012, che raccoglie gli interventi pronunciati il 19 aprile 2011 nella Sala della Lupa del Palazzo di Montecitorio in occasione del ventesimo anniversario della scomparsa di Pacciardi.
Associazione G. Dossetti "Per una nuova etica pubblica", Libro Bianco su Cosenza Vecchia. Per un centro storico non più periferia, Falco Editore, 2016, prefazione "Conoscere per deliberare".
Randolfo Pacciardi dalla Grande Guerra all'Antifascismo in Il pensiero mazziniano, n. 1, gennaio-aprile 2018.
Un giornale studentesco cattolico tra post-Concilio e '68, in P. Piersante (a cura), Eccellenza, distruggete Diapason! Un periodico studentesco nella stagione ribelle, ilfilorosso, 2018.
I calabresi all'Assemblea Costituente 1946-1948, (a cura e con Vittorio Cappelli) Rubbettino, 2020.
Vincenzo Mazzei, in V. Cappelli-P. Palma (a cura), I calabresi all'Assemblea Costituente op. cit. 
Alla scuola di don Sturzo. Il popolarismo nel Mezzogiorno a cento anni dall'Appello ai liberi e forti, (a cura e con Lorenzo Coscarella), Luigi Pellegrini Editore, 2020.
L'anno sturziano, in Alla scuola di don Sturzo cit.
I martiri calabresi alle Fosse Ardeatine tra delatori, spie e la famigerata "Banda Koch", in Rivista calabrese di storia del '900, n. 1/2021.
Alla ricerca del socialismo possibile. Vincenzo Mazzei, dalla sinistra sindacale fascista alla sinistra democratica, in Rivista calabrese di storia del '900, n. 2/2021.
Renzo De Felice e la Marcia su Roma, in Rivista calabrese di storia del '900, n. 2/2022. Introduzione al convegno dell'ICSAIC intitolato Il fascismo, la Calabria e i suoi tre leader. Bianchi, Lanzillo e Razza a 100 anni dalla Marcia su Roma, tenutosi a Vibo Valentia il 4 novembre 2022.
Il Pci, la Calabria e il Mezzogiorno. Da Livorno al "partito nuovo" (1921-1953), (a cura e con Lorenzo Coscarella), Luigi Pellegrini Editore, 2022.
Dall'orizzonte socialista al riformismo debole degli "obiettivi internedi", in Il Pci, la Calabria e il Mezzogiorno cit.
L'Icsaic nella Reggio di Zanotti Bianco, in Rivista calabrese di storia del '900 n. 2/2023. Introduzione al convegno dell'ICSAIC intitolato La Calabria del Dopoguerra: due nodi storici, svoltosi a Reggio Calabria il 28 ottobre 2023 per celebrare i 40 anni dalla fondazione dell'Istituto Calabrese per la Storia dell'Antifascismo e dell'Italia Contemporanea.                                
Don Luigi Nicoletti e il "quadrilatero". Un ritratto, in Don Luigi Nicoletti. L'uomo il religioso il letterato il politico (a cura di Pia Tucci), Pubblisfera Edizioni, 2023.
Introduzione a Matteotti. Riformista/Rivoluzionario senza eredi, in Rivista calabrese di storia del '900, n. 2/2024. Introduzione al convegno dell'ICSAIC intitolato Giacomo Matteotti dal mito al modello, svoltosi a Reggio Calabria il 28 novembre 2024.